# Batman: Arkham Origins
Batman: Arkham Origins é um videojogo de ação-aventura produzido pela Warner Bros. Games Montreal e publicado pela Warner Bros. Interactive Entertainment. Arkham Origins foi revelado na edição de Maio de 2013 da revista Game Informer e lançado a 25 de Outubro de 2013 para Wii U, PlayStation 3, Xbox 360 e Microsoft Windows.
Arkham Origins não foi produzido pelo criador oficial da série, o estúdio Rocksteady Studios, e foi escrito por Corey May e Dooma Wendschuh. A ação do jogo decorre alguns anos antes dos acontecimentos de Batman: Arkham Asylum de 2009 e conta a história de um herói mais "novo, cru e redefinido" que se torna um alvo a abater, devido a uma recompensa criada pelo senhor do crime Black Mask, o que acaba por atrair a Gotham City na véspera de Natal oito dos maiores assassinos do mundo. O jogo é apresentado numa perspectiva de terceira pessoa com maior foco nas habilidades de Batman como o combate e infiltração, capacidades de detective e uso de engenhocas que podem ser usadas tanto em confronto como em exploração. Arkham Origins é o primeiro jogo da série que tem um modo multijogador.
Um jogo correspondente, Batman: Arkham Origins Blackgate produzido pela Armature Studio, foi editado no mesmo dia para Nintendo 3DS e PlayStation Vita. Um outro jogo com o mesmo nome, foi lançado para o sistema operativo iOS a 16 de Outubro de 2013 e está planejado para ser lançado até ao final de 2013 para os aparelhos Android.
Aquando do seu lançamento, Batman: Arkham Origins recebeu no geral críticas positivas, apesar de não ter recebido aclamação como os seus antecessores. Os sites de críticas agregadas GameRankings e Metacritic deram à versão PC 73.57% e 74/100, à versão PlayStation 3 73.59% e 76/100, e à versão para Xbox 360 73.14% e 74/100.

## Jogabilidade
Arkham Origins tem uma jogabilidade similar aos seus antecessores, com a WB Montreal a criar um novo enredo e novas características, com aconselhamento técnico e mecânico da Rocksteady Studios. A WB Montreal adicionou a "Remote Claw", que permite ao jogador puxar dois alvos ao mesmo tempo, bem como a possibilidade de viagens rápidas, via Batwing. Apesar de não dar para controlar, o Batwing permite viajar pelo mapa, após Batman destruir algumas torres que o impedem de chamar o veículo. O mapa do jogo terá aproximadamente o dobro do tamanho do encontrado em Arkham City e terá uma nova ilha, chamada 'Nova Gotham', juntamente com a já familiar 'Velha Gotham', que continua a ter as localizações como Amusement Mile e The Bowery.
Arkham Origins oferece as chamadas missões secundárias incluindo: "Crime em Progresso", onde Batman dá assistência ao Departamento da Policia de Gotham City (GCPD), por forma a aumentar a sua reputação, cumprindo tarefas como por exemplo salvar agentes de policia ou prevenir que um informante seja morto; "Most Wanted" permite a Batman perseguir vilões fora da história principal como Anarky, que deixa bombas pela cidade. O sistema Dark Knight oferece tarefas de dificuldade ascendente que promove melhorias nos movimentos de infiltração (stealth) e combate. Adicionalmente, o rádio de Batman também lhe permite localizar outras missões. Missões secundárias concluídas oferecem pontos de experiência e melhorias para o equipamento de Batman.
O jogo dá mais ênfase à perícia de detective de Batman, permitindo aos jogadores investigar cenas de crime, juntar provas, analisar dados e depois, mais tarde, regressar à zona do crime com mais informação. Ao longo do tempo, à medida que cada caso é resolvido, é desbloqueado um vídeo com a sua narrativa, juntando as peças do crime. Os crimes podem ser revistos no Batcomputador na Batcaverna, permitindo ao jogador ver a cena de diferentes ângulos, em câmera lenta ou até mesmo pausar para procurar por pistas para resolver o crime. Grandes e pequenos crimes estão espalhados por Gotham City.

### Multijogador
Arkham Origins introduz pela primeira vez na série uma componente multijogador. Um dos modos, "Invisible Predator Online", desenrola-se ao redor da luta entre duas gangues na prisão de Blackgate, na Casa maluca do Coringa, na Fabrica de Veneno das Indústrias Wayne e a Fabrica de Robos da Wonder City entre os vilões Joker e Bane. Envolve partidas de membros do lado do Joker contra três do lado de Bane contra a equipa de Batman e Robin. Os gangues ganham depois de matarem todos os reforços da equipa adversária, enquanto Batman e Robin ganham ao adquirirem pontos de intimidação por eliminar membros de qualquer um dos gangues. Numa altura especifica um membro de um gangue pode tornar-se o seu chefe respectivo  – Joker ou Bane – ganhando com isso mais poderes. Os membros dos gangues têm acesso a armas e explosivos, enquanto que Batman e Robin têm acesso a engenhocas e habilidades do jogo principal, incluindo a "Visão de Detective". Os membros dos gangues têm uma "Visão Melhorada" limitada que requer recarregamento.
O modo "Invisible Predator Online" contém um elemento de personalização que permite ao jogador vestir as três facções com vários fatos e adereços, que são ganhos à medida que se vai jogando.

## Sinopse

### Personagens

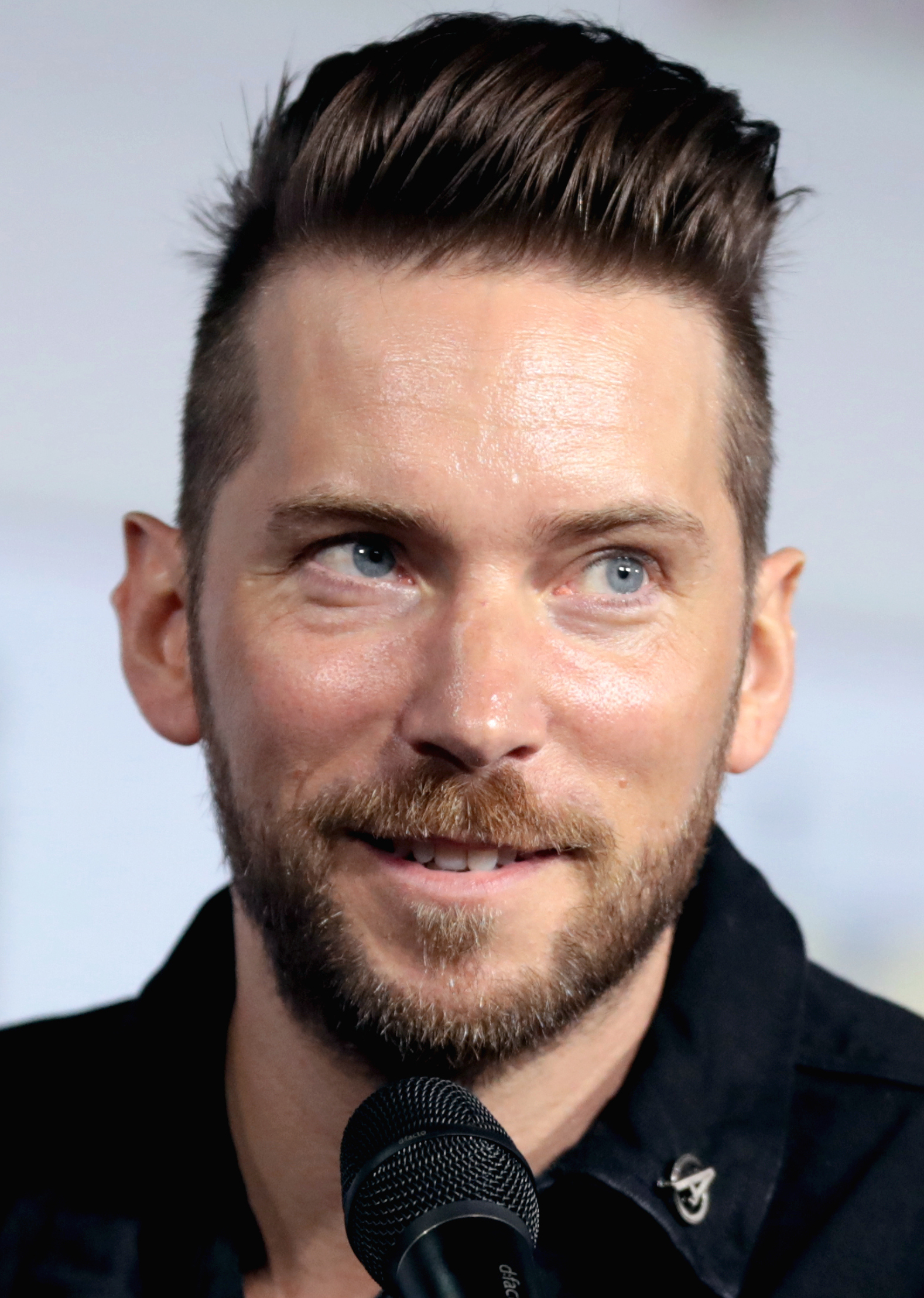
Troy Baker ficou com o papel de Joker, depois do abandono do veterano Mark Hamill.

Arkham Origins contém um largo número de personagens retirados das histórias em quadrinhos (HQ) de Batman. O principal personagem é Batman (Roger Craig Smith), um super herói treinado até ao máximo da perfeição física, mestre em artes marciais e um gênio tático e científico, amplamente conhecido como o maior detective do mundo ajudado pelo seu mordomo, Alfred Pennyworth.
Em Arkham Origins, Batman entra em conflito com o sádico Black Mask (Brian Bloom). Black Mask é o homem mais poderoso da cidade, com muito dinheiro e recursos, e tem controlo sobre o crime do sub mundo de Gotham, eliminando a sua oposição e consolidando o seu poder. A sua máscara esconde a sua identidade, o que lhe permite operar publicamente como Roman Sionis, chefe da Janus Cosméticos. Foi oferecida uma recompensa para quem capturar Batman, o que acaba por atrair a atenção de oito assassinos: o fisicamente dominante Bane (J.B. Blanc), o atirador profissional de elite Deadshot, o mercenário sobre-humano Deathstroke (Mark Rolston), a contorcionista tóxica Copperhead (Rosa Salazar), o piromaníaco FireFly, a perita em artes marciais Lady Shiva, o deformado semelhante ao um réptil humanóide Killer Croc e o ex-boxeador voltaico Electrocutioner (Steven Blum).
Batman é perseguido como se fosse um criminoso pela policia de Gotham incluindo o capitão James Gordon (Michael Gough); o corrupto Comissário Loeb, e o chefe de equipa SWAT Branden. Outros personagens incluem o psicopático Joker (Troy Baker), o enigmático Riddler, o Pinguim (Nolan North), o controlador de mentes Mad Hatter (Peter MacNicol), o anarquista Anarky, Alberto Falcone, e a filha adolescente do comissário Gordon, Barbara. A história tem lugar antes de Barbara se tornar a aliada de Batman, a Óraculo, e antes da existência de Robin, o parceiro de Batman contra o crime; Robin aparece como personagem jogável fora da história principal.

### Cenário
Os acontecimentos de Origins ocorrem vários anos antes de Batman: Arkham Asylum. Batman é um experiente combatente do crime, mas ainda não se tornou o super-herói veterano retratado em Arkham Asylum e Arkham City. Ele lutou com adversários criminosos, como bandidos e ladrões, mas quando a véspera de Natal cai em Gotham City, ele é confrontado com inimigos muito mais perigosos: super vilões encarregado de matar Batman. O sadistico e brutal Black Mask colocou uma recompensa pelo super herói, e Batman tem de descobrir por que razão o vilão nutre um ódio profundo por ele. A atividade criminosa e os gangues estão em ascensão, impulsionados por Black Mask e os seus homens. O Capitão James Gordon e o Departamento de Policia de Gotham City, estão cautelosos com o novo super-herói e o seu meio, mas não são seus aliados dos policias corruptos que trabalham ativamente contra ele.
A história foi escrita com a intenção de aprofundar a relação de Batman com Alfred Pennyworth. Batman vê Alfred como uma lembrança da morte dos seus pais, e uma figura parental autoritária, enquanto Alfred, vê Batman como uma criança mimada a desperdiçar a sua herança na sua cruzada vigilante, fazendo com que os dois estejam constantemente em desacordo durante a história.
A Velha Gotham, o segmento de Gotham City que se tornará a prisão Arkham City, ainda não tem um muro ou fora devastada por inundações, e contém favelas, edifícios mais baixos, um grande centro comercial, e docas, onde o navio de Penguin, o The Final Offer, está atracado. Do outro lado da ponte da Velha Gotham é Nova Gotham, a área mais moderna e metropolitana da cidade cheia de arranha-céus.

## Desenvolvimento

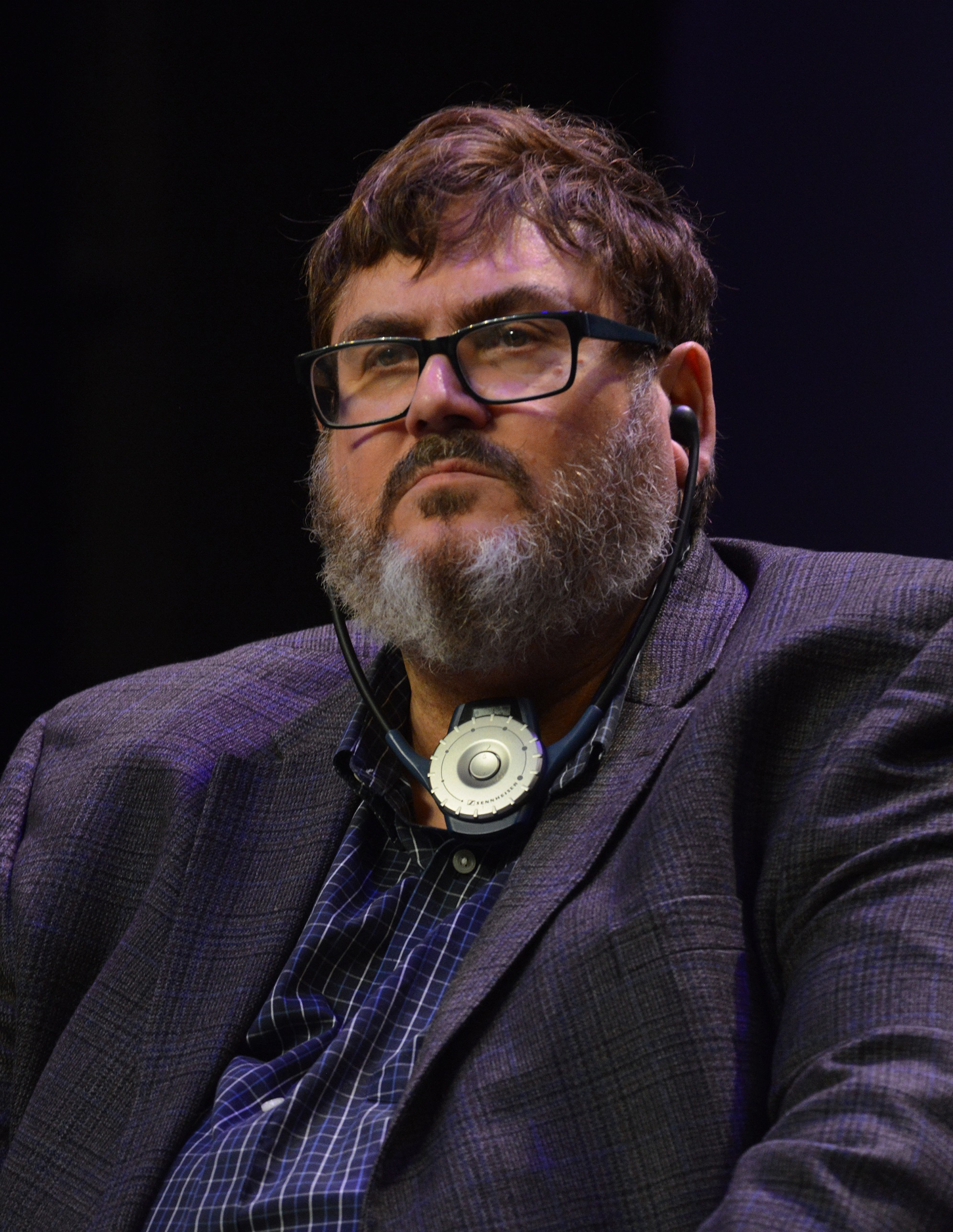
O escritor principal de Arkham Asylum e Arkham City, Paul Dini, não participou de Arkham Origins por estar ocupado com outros projetos.

O jogo  foi revelado na capa da edição de Maio de 2013 da revista Game Informer, a 9 de Abril de 2013. A Rocksteady Studios foi substituída pelo WB Games Montreal na produção do jogo e irá usar o mesmo motor de jogo. O estúdio já tinha trabalhado na adaptação para Wii U de Batman: Arkham City, que assim lhes permitiu ficar mais familiarizados com o motor de desenvolvimento Unreal Engine 3, utilizado pela Rocksteady Studios, produtor dos dois primeiros jogos Arkham.
WB Montreal optou por não modificar muito o sistema de combate, porque acredita que já trabalha bem, mas no entanto estão a introduzir novos tipos de inimigos para se assim usar novas táticas e movimentos de combate para derrotar os oponentes. A Rocksteady Studios aconselhou na tecnologia, nas mecânicas de jogo e no motor. À WB Montreal foi-lhe permitido produzir a história independentemente, que foi inspirada pelo romance gráfico Batman: Year One, detalhando o primeiro ano na carreira de Batman (Arkham Origins é descrito como "Year Two"), e a série de banda desenhada Batman: Legends of the Dark Knight. Eric Holmes, director de The Incredible Hulk: Ultimate Destruction e Prototype, é o director criativo do jogo. Holmes descreveu o cenário natalício como uma justaposição entre o momento alegre do ano e o mundo sombrio de Gotham City, como Pais Natal em gargolas góticas e luzes de Natal muito fracas em becos escuros. Em cidade em si é descrita como um lugar fora do tempo e do espaço, com edifícios muito antigos com estilo da década de 1930 que contrastam com a tecnologia moderna de Batman. A área de Nova Gotham do jogo foi desenhada para o movimento vertical, permitindo a colocação de inimigos em diferentes alturas acima e abaixo de Batman e para criar áreas densas com atividade.
Holmes reconhece que Black Mask não é dos mais conhecidos vilões de Batman, como Joker ou o Pinguim, afirmando que foi necessário haver trabalho extra para apresentar uma caracterização suficiente por forma a torná-lo interessante e assustador. Kevin Conroy, actor de voz de Batman nos jogos anteriores, não fará a voz do personagem, porque os produtores querem uma voz diferente para coincidir com um herói mais novo. No entanto em Maio de 2013, Conroy confirmou que estava a trabalhar em Origins à cerca de dez meses, sem no entanto especificar em que papel o estava a fazer. Conroy mais tarde clarificou a confusão através da sua conta no Twitter, ao afirmar que tudo não passava de um erro, e que ele não se estava a referir a Origins. O tweet foi mais tarde apagado. Dias mais tarde, juntamente com o primeiro vídeo oficial, foi revelado que Roger Craig Smith (série Assassin's Creed) dará a voz a Batman e que Troy Baker (BioShock Infinite, The Last of Us) é a voz de Joker.
Em julho de 2013, a WB Games confirmou que o jogo será localizado e dublado em português do Brasil e terá a participação dos mesmos dubladores dos filmes da trilogia O Cavaleiro das Trevas, sendo eles Ettore Zuim como Batman, Márcio Simões como Coringa e Guilherme Briggs como Bane.

### Música
A música do jogo foi parcialmente inspirada no filme de ação de 1988 Die Hard, que decorre também no Natal, ao apresentar sinos de trenó misturados na banda sonora para pontuar momentos específicos. A música foi composta por Christopher Drake.

## Marketing e Lançamento
Batman: Arkham Origins será lançado a 25 de Outubro de 2013 para Wii U, PlayStation 3, Xbox 360 e Microsoft Windows. Um jogo correspondente, Batman: Arkham Origins Blackgate produzido pela Armature Studio, será lançado no mesmo dia para Nintendo 3DS e PlayStation Vita. Um livro de banda desenhada em formato digital será também lançado no mesmo dia que o jogo. O livro será o primeiro sobre o DC2 Multiverse, uma iniciativa da DC Comics, com arte dinâmica e som, e a possibilidade de fazer escolhas enquanto se lê e assim modificar a história enquanto esta se desenrola, com múltiplos resultados possíveis.

### Edições de retalho
A edição PlayStation 3 do jogo inclui em exclusivo o pacote Knightfall, que contém fatos alternativos para Batman baseados nas séries de televisão da década de 1960 e o fato Azrael, do arco de história "Knightfall" (1993). O pacote também contém mapas de desafio baseados em "Knightfall". A Collector's Edition no Reino Unido contém uma caixa em aço (steelbook) e uma estátua de 30 cm de Batman e Joker. As edições da América do Norte, Austrália e Nova Zelândia da Collector's Edition contêm uma estátua com luzes LED de Joker, um "Wanted Poster" de Batman, um esquema protótipo do Batwing, uma estampa com o logótipo de Anarky, um mapa que brilha no escuro de Gotham City e uma fotografia da família Wayne. A versão norte americana ainda contém um documentário da DC Comics dobre os super vilões, Necessary Evil. Todas as regiões terão ainda um livro de 80 páginas, ficheiros com informações sobre os assassinos presentes no jogo, o pacote Deathstroke DLC, um fato para o Batman baseado no Detective Comics #27 (1939) e a versão para PlayStation 3 ainda contém o pacote Knightfall. A Collector's Edition é exclusiva para PlayStation 3 e Xbox 360.

### Conteúdo adicional
A 19 de Maio de 2013 foi revelado que ao fazer a pré-reserva de Origins no Amazon.com ou na Best Buy irá incluir o pacote Deathstroke DLC, que contém Deathstroke como personagem jogável, dois fatos alternativos e dois mapas de desafios. A GameStop oferece dois mapas de desafio de Black Mask como bónus de pré-reserva.
Em Setembro foi revelado que Batman: Arkham Origins teria um "Season Pass". O conteúdo inclui os pacotes Millennium e Infinite Earths Skin que inclui cinco novos fatos para Batman e um para Robin; os pacotes The Gotham By Gaslight e Brightest Day com dois fatos para Batman; o pacote Initiation que contém mapas de desafio que permitem controlar Bruce Wayne antes deste se tornar Batman, em treinos sob as ordens do seu mentor de ninjutsu, Kirigi, num mosteiro na Ásia. A "Season Pass" também dá acesso a um pacote de expansão ainda sem nome que irá expandir o enredo de Batman: Arkham Origins.

## Recepção

### Criticas profissionais
Aquando do seu lançamento, Batman: Arkham Origins recebeu no geral críticas positivas, apesar de não ter recebido aclamação como os seus antecessores. Os sites de críticas agregadas GameRankings e Metacritic deram à versão PC 73.57% e 74/100, à versão PlayStation 3 73.59% e 76/100, e à versão para Xbox 360 73.14% e 74/100.
Arkham Origins foi considerado mais um capítulo incrementado na série do que um inovador. A GameSpot considerou que Arkham City expandiu Arkham Asylum por criar novas mecânicas de jogo para um mundo novo e maior, mas criticou Arkham Origins por efectivamente repetir Arkham City sem implementar algo novo na série. Outros críticos tiveram a mesma opinião, afirmando que o jogo recebeu muito bem os elementos de jogos anteriores, mas no entanto sem os desenvolver mais, criando rotina em vez de inspiração. Jorge Loureiro da Eurogamer também tem a mesma opinião ao dizer que Origins falha em evoluir e acaba por ser uma repetição, apresentando poucas novidades. Chandler Wood da PlayStation LifeStyle refere-se a Arkham Origins como "um clone do quase perfeito Arkham City", sendo por isso ao mesmo tempo, tanto um ponto positivo como negativo. Porém, outros analistas disseram que o jogo está a par com Arkham City.
A história foi citada como um dos pontos fortes de Arkham Origins, pelo início do relacionamento de Batman com os seus aliados e inimigos, questionando se a presença do herói apenas provoca ainda mais a actividade criminal em Gotham City. As cenas com Joker receberam muitos elogios, com a Polygon a referir que apesar da hesitação inicial do enredo em ter Joker como um antagonista central, similar a outros jogos da série, a história acaba por criar um papel fascinante ao personagem, com a GameSpot a dizer que a história acaba por ser mais excitante quando está a explorar o relacionamento de Batman com Joker. No entanto foi criticada a falta de uma narrativa coesa, particularmente no início, com a promessa de assassinos a caçar Batman se vai perdendo no fim do jogo, mas Ray Carsillo, da Electronic Gaming Monthly afirmou que quando a história acerta, esta é digna de um filme, série de TV ou banda desenhada de Batman.
O mundo aberto do jogo foi bem recebido pela quantidade e variedade das missões secundárias disponíveis, embora a sua escala foi criticada como desnecessária, com a GameSpot descrevendo como "grande mas pelo sentido apenas de ser grande". A IGN considerou o mundo "bonito mas sem vida". Tom Bramwell da Eurogamer.net considerou o mundo escasso e vazio, e que mesmo com as missões secundárias, não foi feito trabalho suficiente, tornando-se muito maior do que aquilo que precisa de ser. Outros criticaram as mudanças na navegação da cidade porque em algumas áreas da cidade não se pode usar o arpão, diminuindo ou até mesmo parando a viagem. A Polygon disse que o jogo parece mais linear, com menos oportunidades para revisitar áreas com novas engenhocas para abrir novos locais. No entanto, alguns críticos acharam a vastidão e as actividades da cidade muito cativantes. A Kotaku criticou as missões secundárias chamando-as "trabalhos de ocupação", por não avançarem na narrativa e não darem recompensas apropriadas. Outros disseram que o uso de elementos anteriores tinha sido feito até a exaustão, e as substituições simplesmente imitaram o mais velho, como a granada cola servindo ao mesmo propósito que as granadas de gelo de Arkham City.
O sistema de combate recebeu críticas variadas. As luvas de choque foram particularmente críticas por tornarem as lutas fáceis, retirando a necessidade de se usar tácticas para ultrapassar várias situações. A Official Xbox Magazine e a Game Informer afirmaram que as mudanças no combate foram mais castigos que desafios, citando que torna-se difícil criar um ataque devido ao elevado número e variedade de inimigos, e combinando uma variedade enorme de engenhocas que evitam o combate em vez de criar danos nos inimigos, os encontros acabam por tornar-se longos e repetitivos. A Kotaku criticou o sistema de pontuações do combate, como algo que está no ecrã que distrai o jogador, enquanto a GameFront disse que o sistema serve como reforço para o jogador conseguir ter êxito nas lutas. As secções de stealth foram consideradas com qualidade similar aos jogos anteriores, mas a falta de mudanças na mecânica acabam por significar que os métodos de obter vitória se mantiveram inalterados, fazendo com que a experiência se torne habitual. A Remote Claw (Garra Mecânica) foi criticada por simplificar as secções de stealth, permitindo ao jogador eliminar ou incapacitar vários inimigos sem precisar de se mover.
As batalhas com os chefes em Arkham Origins foi notado como sendo uma área em que o jogo aperfeiçoou em relação aos antecessores, oferecendo mais dinamismo aos conflitos para além de transmitir nas suas histórias. Apesar de nem todas serem consideradas engraçadas ou impressionantes, os críticos acharam que a sua variedade e imprevisibilidade acabam por as tornar excitantes. No entanto, os personagens menos notáveis das história da banda desenhada foram considerados não serem tão atraentes como os personagens mais populares.
As vozes principais do jogo foram bem recebidas. Troy Baker foi muito elogiado pelo seu papel como Joker, tanto no desempenho e por efectivamente conseguir ultrapassar Mark Hamill, o veterano que há muito tempo dava a voz ao personagem. Embora a crítica voltou-se para a interpretação de Baker por tentar imitar Hamill e assim não ter originalidade.

### Vendas
Durante a primeira semana de vendas no Reino Unido, Batman: Arkham Origins tourno-se o jogo mais vendido em todos os formatos. No entanto as suas vendas apenas representam metade das de Arkham City durante o mesmo tempo, mas aproximadamente iguais a Arkham Asylum.

## Dublagem brasileira
Batman / Bruce Wayne: Ettore Zuim
Coringa: Márcio Simões
Robin (Modo Online apenas): Manolo Rey
Arlequina / Dra. Harley Quinn: Iara Riça
Enigma: Marco Ribeiro
Pinguim: Ricardo Schnetzer
Bane: Guilherme Briggs